# Ofenwaldsperre
Die Ofenwaldsperre bei Sonthofen im Kreis Oberallgäu in Bayern ist ein Hochwasserrückhaltebecken ohne Dauerstau.

## Beschreibung
Das Absperrbauwerk ist die einzige wirkliche Bogenstaumauer Deutschlands; lediglich die Okertalsperre kann eingeschränkt noch als Bogenstaumauer bezeichnet werden.
Die Betonkuppelmauer ist über der Talsohle 22 m hoch. Sie wurde von 1960 bis 1961 gebaut (der Probestau begann bereits 1961) und staut bei Hochwasser bei einem Abfluss von mehr als 8 m³/s die Winkler Starzlach auf. Das Bemessungshochwasser beträgt 92 m³/s und die Überlaufhöhe liegt auf 922,00 m+NN.
Der Gesamtstauraum ist 300.000 m³ groß und der normale Stauraum beträgt 210.000 m³. Damit ist das Becken der kleinste Wasserspeicher, der dem Freistaat Bayern gehört.
Er hat eine Vorsperre, die Erzgrubensperre mit 200.000 m³ Stauraum mit Dauerstau.